# Vol LOT Polish Airlines 5055
Le 9 mai 1987, l'Iliouchine Il-62 assurant le vol LOT Polish Airlines 5055, un vol international régulier au départ de l'aéroport de Varsovie-Chopin, en Pologne, et à destination de l'aéroport international de San Francisco, aux États-Unis, avec une escale prévue à l'aéroport de New-York-John-Fitzgerald-Kennedy, s'écrase dans une forêt en périphérie de Varsovie, environ 56 minutes après son décollage. 
Les 172 passagers et 11 membres d'équipage à bord périssent dans l'accident, ce qui en fait la catastrophe aérienne la plus meurtrière de l'histoire de la Pologne, ainsi que le  pire accident impliquant un Iliouchine Il-62.
L'accident a été attribué à la désintégration d'un arbre moteur, due à des roulements défectueux. Cela a entraîné une panne catastrophique des deux moteurs gauches, puis un incendie à bord, qui a finalement détruit l'ensemble des systèmes de commandes de vol, rendant alors l'avion impossible à piloter pour l'équipage.

## Aéronef
L'appareil impliqué est un Iliouchine Il-62M immatriculé SP-LBG, appartenant à la compagnie aérienne polonaise LOT Polish Airlines, construit en 1983, ayant une capacité de 186 places et nommé d'après Tadeusz Kościuszko, un chef militaire polonais et héros national. L'Il-62 possède quatre moteurs montés sur la queue, deux sur le côté gauche (numéros 1 et 2) et deux sur le côté droit (numéros 3 et 4). La proximité de ses deux paires de moteurs a eu un rôle crucial pendant la séquence d'événement ayant conduit à l'accident.

## Passagers et équipage
Sur les 172 passagers à bord, 155 étaient de nationalité polonaise, tandis que les 17 autres étaient américains ; tous les membres d'équipage étaient polonais.
| Nationalité | Passagers | Équipage | Total |
| ----------- | --------- | -------- | ----- |
| Pologne     | 155       | 11       | 166   |
| États-Unis  | 17        | 0        | 17    |
| Total       | 172       | 11       | 183   |

Le commandant de bord, Zygmunt Pawlaczyk (59 ans), totalise 19 745 heures de vol (dont 5 542 heures sur Il-62), et était commandant de bord depuis le 11 mai 1978. Le copilote, Leopold Karcher, était âgé de 44 ans. L'équipage comprend également l'ingénieur de vol Wojciech Kłossek (43 ans), le navigateur Lesław Łykowski (47 ans), l'opérateur radio Leszek Bogdan (43 ans) et Ryszard Chmielewski, un ingénieurs de vol de 53 ans, qui supervisé la progression de Kłossek. Cinq agents de bord étaient présents en cabine.

## Déroulement des faits
Le vol 5055, à destination de New York, a décollé de la piste 33 de l'aéroport de Varsovie-Chopin à 10 h 18. Le vol devait se poursuivre vers San Francisco après un ravitaillement en carburant à l'aéroport de New-York-John-Fitzgerald-Kennedy. Les pilotes ont été autorisés à monter à 31 000 pieds (9 400 m), en suivant un cap fixé au VOR de Grudziądz, qu'ils ont atteint à 26 500 pieds (8 100 m). Peu après le décollage du vol 5055, le contrôle aérien (ATC) a demandé à l'équipage de monter à une altitude de 18 000 pieds (5 500 m) le plus rapidement possible. À ce moment-là, l'équipage a appliqué la poussée maximale sur les moteurs pour atteindre cette altitude. 

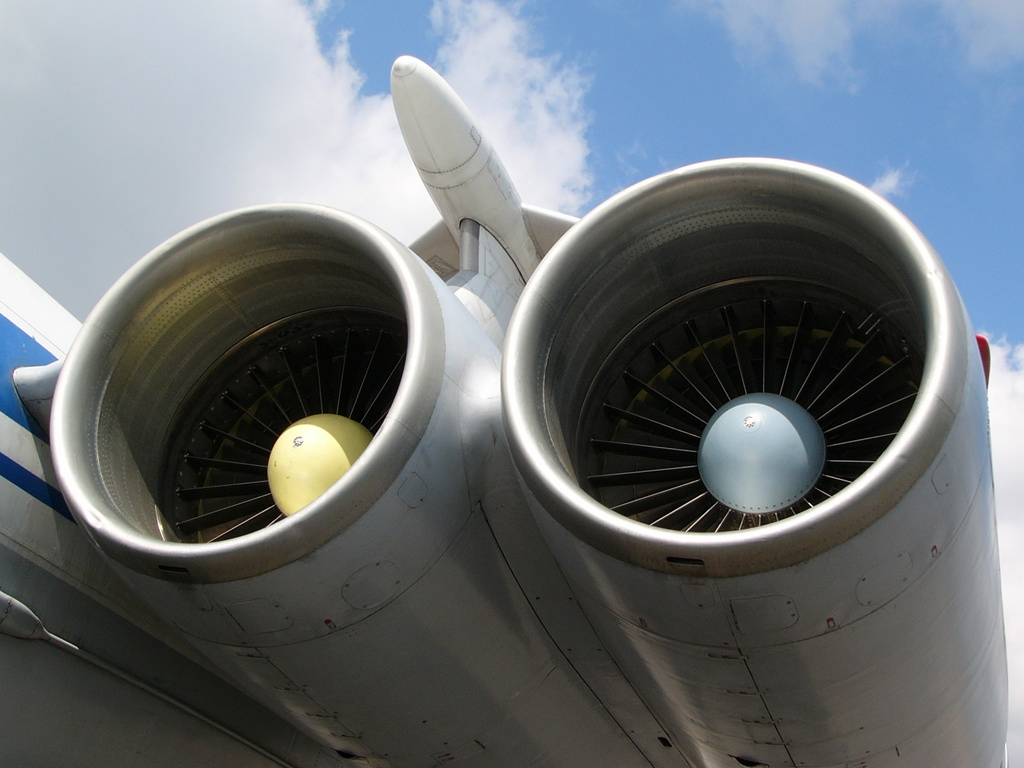
Photo montrant les moteurs, montés par paires, d'un Iliouchine Il-62M.

Neuf minutes après l'application de la pleine puissance, alors que l'Il-62 venait de dépasser le village de Lipinki, à une altitude de 26 900 pieds (8 200 m) et avec une vitesse de 440 nœuds (810 km/h), des roulements défectueux à l'intérieur du moteur n°2 ont atteint des températures d'environ 1 000 °C et ont explosé, détruisant l'arbre moteur. Le disque de turbine du moteur en feu s'est alors séparé de l'arbre, en tournant à une vitesse énorme et, en quelques secondes, s'est désintégré. Les débris de l'explosion se sont violemment éparpillés dans toute les direction, perforant le fuselage, sectionnant les câbles de commandes de vol et les câbles électriques, et causant de graves dommages au moteur n°1 adjacent, qui a également commencé à brûler. Un des débris en flamme a pénétré dans la soute n°4 et a provoqué un incendie qui s'est rapidement propagé.
L'équipage a immédiatement constaté que les systèmes de control du tangage étaient hors service – seul le compensateur restait opérationnel – et que deux moteurs étaient en panne. Les raisons de ce dysfonctionnement étaient alors inconnues de l'équipage. Les pilotes ont entamé une descente d'urgence à 13 200 pieds (4 000 m). L'aéroport le plus proche où l'Il-62 aurait pu atterrir était celui de Gdańsk, mais l'atterrissage n'était alors pas possible car l'équipage ne pouvait pas larguer suffisamment de carburant pour effectuer une tentative d'atterrissage d'urgence (la masse au décollage de l'avion ce jour-là était de 167 tonnes ; jusqu'à 10 h 41, environ 6 tonnes de carburant ont été consommées, or la masse maximale à l'atterrissage pour l'Il-62M est de 107 tonnes), ils ont donc décidé de retourner vers Varsovie. 
En raison du système électrique endommagé, l'équipage a eu plusieurs problèmes concernant le largage de carburant et n'a pas réalisé que l'incendie s'était propagé aux soutes à bagages 4 et 6, situées à l'arrière de l'avion, et était probablement entré dans la cabine passagers dans les dernières minutes du vol.
Initialement, l'équipage avait prévu d'atterrir à l'aéroport militaire de Modlin, mais au dernier moment, il a décidé de retourner à Varsovie, qui disposait de meilleurs équipements de secours. La raison pour laquelle l'équipage a décidé de poursuivre le vol en direction de Varsovie est restée obscure à l'époque, compte tenu de la propagation rapide de l'incendie et de la perte rapide des commandes de vol, plutôt que d'atterrir au plus vite à Modlin, qui ne disposait pas d'équipement de secours aussi performant que celui de Varsovie, mais suffisant pour pouvoir gérer l'atterrissage d'urgence d'un avion de ligne en cas d'incendie en vol.
La cause a été déterminée plus tard comme étant les dommages importants aux systèmes électriques empêchant les détecteurs d'incendie dans la soute et à l'intérieur des moteurs de fonctionner correctement (sur l'enregistreur phonique (CVR), une alarme d'incendie de moteur a été entendue peu après l'explosion, mais elle a ensuite cessée ; le signal est réapparu moins de quatre minutes avant le crash et a continué jusqu'à l'impact), de sorte que le commandant Pawlaczyk n'était pas au courant de l'ampleur de l'incendie dans la soute et de la vitesse à laquelle il se propageait, ni du moteur en feu lorsqu'il a décidé de retourner vers Varsovie.
À 10 h 53, les vapeurs de carburant qui s'étaient propagées dans les soutes à bagages en feu, à partir des réservoirs de carburant endommagés, ont explosé.
L'équipage a tenté d'atterrir par le sud (en raison d'un vent fort) et a fait demi-tour vers la piste 33. Cependant, l'incendie, qui s'est rapidement propagé à l'extérieur de l'avion (qui laissait derrière lui d'immenses flammes et un épais nuage de fumée noire), a provoqué une panne totale des commandes de vol restantes, y compris le compensateur. Le train d'atterrissage était également hors service. Les pompes d'urgence, servant au largage de carburant en vol, fonctionnaient également mal ; parfois, elles cessaient complètement de fonctionner, pour reprendre le largage du carburant quelques minutes plus tard. Au moment du crash, il restait environ 32 tonnes de carburant dans les réservoirs. 
Un virage à gauche a été amorcé à 11 h 09, à une altitude de 4 900 pieds (1 500 m) et avec une vitesse de 259 nœuds (480 km/h), au cours duquel le CVR et l'enregistreur de paramètres (FDR) ont tous deux cessé d'enregistrer.
Lorsque l'Il-62 a dépassé la ville de Piaseczno, il est entré dans une phugoïde pendant les dernières secondes du vol et a piqué du nez, avec une légère inclinaison de 11° à gauche et une assiette de 12° vers le bas, s'écrasant au sol à une vitesse de 256 nœuds (475 km/h) et explosant en morceaux à travers la forêt, à 18 700 pieds (5 700 m) de la piste de l'aéroport de Varsovie. L'épave de l'appareil était dispersée sur une zone rectangulaire, d'environ 370 m de long sur 50 m de large. Les 183 passagers et membres d'équipage ont tous été tués sur le coup lors de l'impact final.

## Opérations de secours
Les pompiers de l'aéroport de Varsovie étaient conscients de l'urgence ; lorsque l'avion s'est écrasé, ils se sont immédiatement dirigés vers le lieu du crash, mais ils n'ont pas réussi à l'atteindre, car leurs camions ne pouvaient pas passer à travers la végétation dense de la forêt.
Des débris en feu étant tombés de l'avion avant le crash, plusieurs petits incendies se sont déclarés au sol, propagés par le carburant fuyant des réservoirs ; tous ont été éteints à 12 h 00. Au total, 195 pompiers de 44 unités différentes ont participé aux opérations de lutte anti-incendie et de sauvetage.
Tous les corps des victimes ont été gravement brulés et mutilés lors de l'accident ; sur un total de 183 corps, 62 d'entre eux n'ont jamais été identifiés.

## Cause de l'accident
Après le crash d'un autre Il-62, survenue sept ans plus tôt et assurant le vol LOT Polish Airlines 007, la compagnie aérienne a commencé à remplacer ses vieux Iliouchine Il-62 par sa version modernisée, l'Il-62M. Ces derniers étaient équipés de moteurs plus récents (Soloviev D-30, au lieu du Kouznetsov NK-8), mais ces deux turboréacteurs partageaient le même point faible : la conception et la fabrication de la turbine basse pression et de l'arbre moteur.

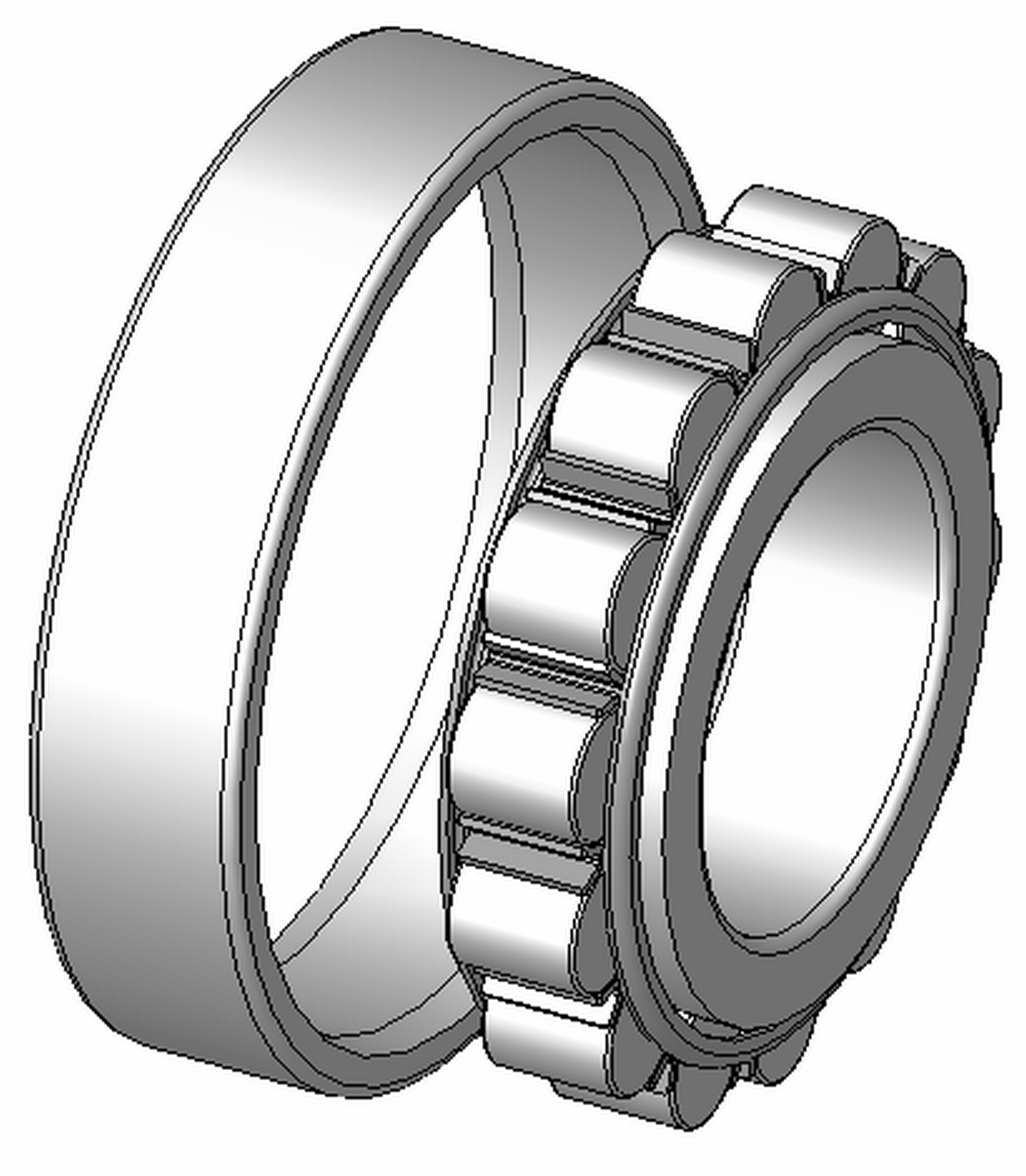
Schéma d'un roulements à rouleaux, avec la bague circulaire (à gauche) dans laquelle tournent les rouleaux (à droite).

Selon la commission d'enquête polonaise, la cause de l'accident du vol 5055 est la désintégration d'un arbre moteur, due à des roulements défectueux à l'intérieur du moteur n°2, qui s'est grippé et a provoqué une surchauffe importante à l'intérieur du moteur. Ceci a, à son tour, causé les dommages consécutifs au moteur n°1 (et son incendie), une décompression rapide de la cellule, un incendie dans la soute à bagages arrière, ainsi que la perte des principales commandes de vols et une panne progressive de l'ensemble du système électrique de l'appareil.
Les roulements concernés étaient des roulements à rouleaux ; chacun était conçu pour avoir 26 rouleaux à l'intérieur, mais par manque de temps et comme la livraison des rouleaux à l'usine a été retardée, chaque roulement n'avait que 13 rouleaux.
La cause de cet accident était similaire à celle du crash du vol 007 en 1980. À l'époque, la commission d'enquête polonaise avait établi que la désintégration de l'arbre moteur résultait de la fatigue du métal, d'une préparation inadéquate de l'alliage entraînant un mécanisme défectueux et moins résistant à la fatigue et d'une conception inadéquate de l'arbre moteur. La détection de ces défauts n'a été possible qu'après un démontage complet du moteur et une analyse détaillée de tous ses éléments, ce qui dépassait les capacités du personnel de maintenance de la compagnie aérienne. Ces préoccupations ont été prises en compte lors de l'enquête de 1980, mais les concepteurs, ingénieurs et scientifiques soviétiques ont contesté ces conclusions, affirmant que la désintégration de la turbine était la conséquence d'une panne moteur et non sa cause.
Après la catastrophe du vol 5055, un rapport similaire fut envoyé à Moscou, mais fut d'abord rejeté par les ingénieurs et les responsables politiques soviétiques. Ces derniers rédigèrent même leur propre rapport, concluant que tous les dommages aux moteurs étaient la conséquence du crash, causé par une erreur de pilotage. Malgré les pressions et les menaces soviétiques, la commission d'enquête polonaise maintint ses conclusions ; finalement, les ingénieurs et responsables soviétiques acceptèrent à contrecœur leur part de responsabilité dans l'accident. 
Peu après le crash, la compagnie aérienne LOT, toujours dans l'impossibilité d'acquérir des avions de fabrication occidentale, apporta plusieurs améliorations à la conception des Il-62 :
- Doubler les systèmes de contrôle de vol (un problème soulevé par le rapport de 1980, mais jamais abordé par les ingénieurs soviétiques).
- Installation d'un système avancé de détecteurs de vibrations de l'arbre moteur sur chacun des moteurs.
- Installation de détecteurs de fumée plus sophistiqués dans les soutes à bagages (les détecteurs de fumée se sont avérés plus fiables que les détecteurs d'incendie déjà utilisés) et de détecteurs d'incendie avancés dans les nacelles des moteurs.
- Remplacement de tous les composants inflammables dans les soutes par des matériaux isolants, qui résistent mieux à la chaleur générée par un incendie.
- Test obligatoire en laboratoire de l'huile de lubrification du moteur après chaque vol (le test, s'il avait été effectué plus tôt, aurait permis la détection des dommages sur les roulements).

## Conséquences

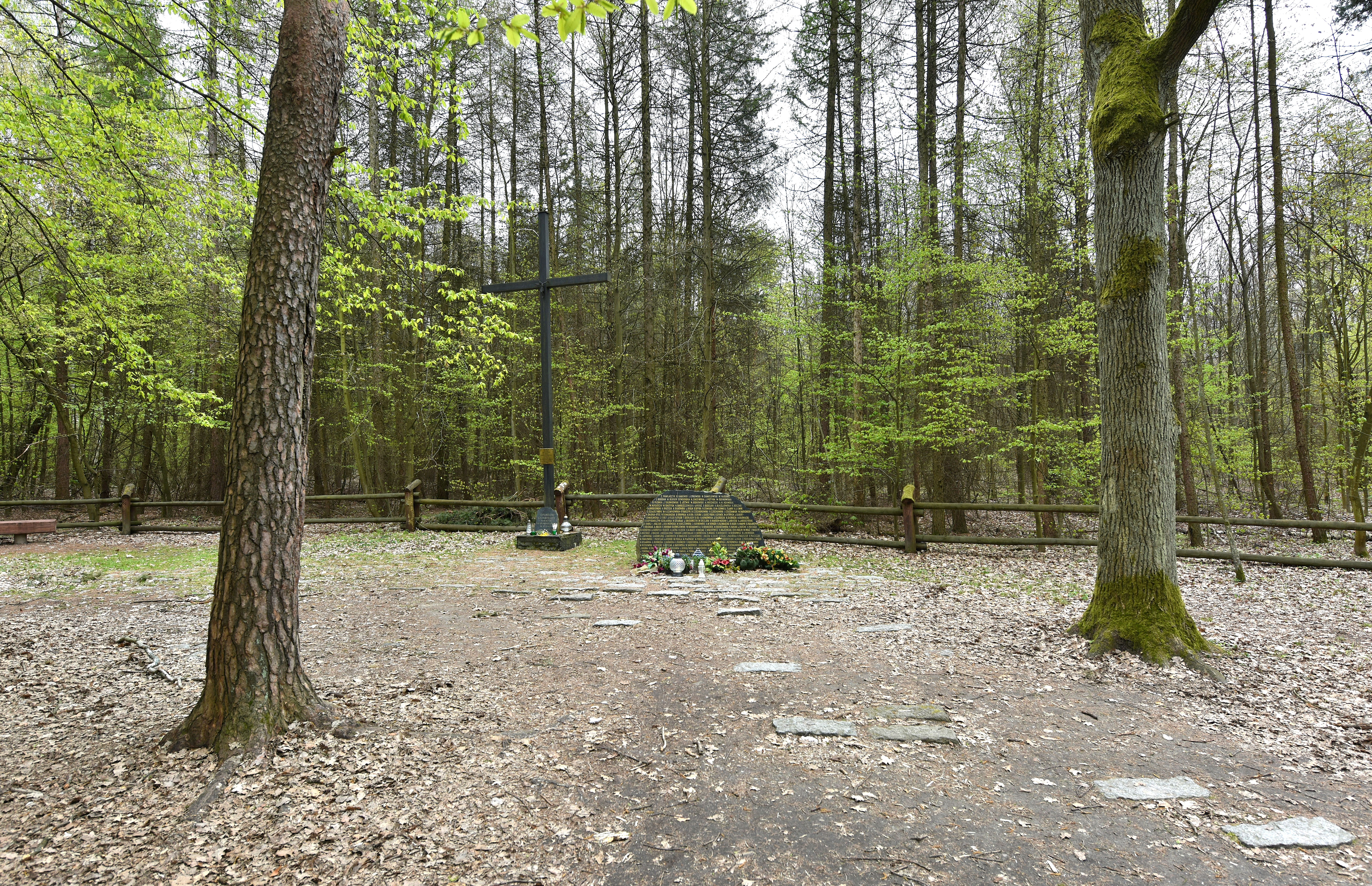
Le lieu du crash du vol 5055, photographié en 2017, avec un mémorial en souvenir des victimes de l'accident.

Après le crash, l'endroit où le vol 5055 s'est écrasé a été labouré et reboisé pendant trois mois. En 2020, la longue cicatrice dans la forêt est encore parfaitement visible depuis les airs. À son extrémité sud se trouve un monument : une grande croix chrétienne noire et une pierre noire gravée des noms des victimes du crash.
Les tombes symboliques des membres de l'équipage se trouvent au cimetière militaire de Powązki, et une tombe collective rassemblant des victimes non identifiées se trouve au cimetière de Wólka Węglowa, où la plupart des victimes ont été identifiées. Certaines d'entre elles y ont également été enterrées ; d'autres ont été enterrées dans leur ville natale.
Par la suite, la ligne Varsovie-New York de LOT a été exploitée par l'IL-62 jusqu'en 1989, date à laquelle le premier Boeing 767 a été introduit dans la flotte de la compagnie aérienne, qui les a remplacé à leurs tours par le Boeing 787 en 2012.